# K3 Bengeltjes
K3 Bengeltjes is de vierde film van muziekgroep K3 uit 2012, in een regie van Bart Van Leemputten. De film is de eerste K3-film waarin Josje Huisman meespeelt.

## Verhaal
Karen, Kristel en Josje van K3 zijn dolblij dat hun drie nichtjes een weekend in hun appartement gaan logeren. De blijdschap slaat al snel om want de drie meisjes blijken ettertjes te zijn die de hele tijd de boel op stelten zetten. Dit trekt de aandacht van opperengel Manuel. In de Wolkenwereld, daar waar de engelen leven, heeft Manuel de leiding van de afdeling ‘Bengeltjes’. Daar maakt men van ettertjes ‘bengeltjes’. De kinderen die bengeltjes worden, moeten wel 24 uur lang braaf zijn en strikt de regels volgen van het Engelenboek. Want als ze dat niet doen, volgt een heel bijzondere straf.
Opperengel Manuel besluit deze opdracht aan zijn nieuwe helper Tuur te geven. De klungelige Tuur moet de nichtjes ophalen en naar de Wolkenwereld brengen om ze te leren braaf te zijn, en er zo bengeltjes van te maken. Tuur vergist zich tussen de nichtjes en de meisjes van K3 zelf en zo worden Karen, Kristel en Josje bengeltjes.
Karen, Kristel en Josje moeten dan ook hun 24 uur braaf zijn goed voltooien, en dat blijkt niet zo makkelijk als  gezegd.

## Rolverdeling
| Acteur                 | Personage | opmerking                               |
| ---------------------- | --------- | --------------------------------------- |
| Karen Damen            | Karen     | Vic De Wachter als haar zware stem      |
| Kristel Verbeke        | Kristel   | Bart Van Leemputten als haar zware stem |
| Josje Huisman          | Josje     | Manou Kersting als haar zware stem      |
| Jacques Vermeire       | Marcel    | Buurman                                 |
| Metta Gramberg         | Rosie     | cafébazin                               |
| Winston Post           | Bas       | Buurjongen                              |
| Chris Van den Durpel   | Tuur      | assistent van Manuel                    |
| Michel Van Dousselaere | Manuel    | opperengel                              |
| Camilia Blereau        |           | Verpleegster                            |
| Bianca Vanhaverbeke    | Linda     | Tante                                   |
| Jill Peeters           |           | Weervrouw                               |
| Sam Gooris             | Carlo     | fan van Karen                           |
| Charly Luske           | Glenn     | vriendje van Kristel                    |
| Hans Cornelissen       | Guido     | manager van K3                          |
| Laurine Verbruggen     | Klaartje  | nichtje van Karen                       |
| Tove Tielemans         | Kelly     | nichtje van Kristel                     |
| Fleur Mertens          | Jolien    | nichtje van Josje                       |
| Coralie Rasquin        |           | Engelendienster                         |
| Bert Van Poucke        |           | Omroeper engelenhemel 1, stem           |
| Walter Baele           |           | Omroeper engelenhemel 2, stem           |

## Soundtrack
De officiële titelsong van de film heet Waar zijn die engeltjes? en kwam uit in juli 2012.
Liedjes die in de film verschijnen:
- Waar zijn die engeltjes
- Leugentje leugentje
- Niet normaal
- Gigaleuke dag
- Jurkje